# Orde van het Rode Kruis van Luxemburg

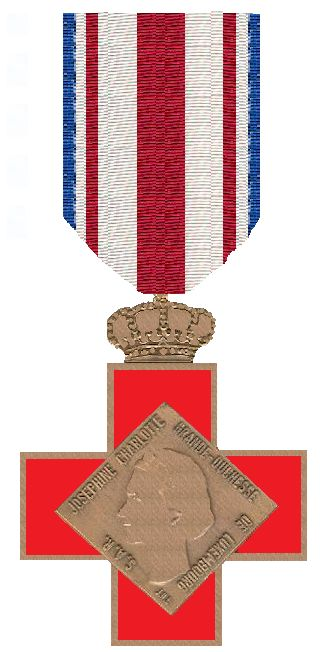
Kruis uit de periode van 1919 tot 1964.

De Orde van het Rode Kruis van Luxemburg (Frans: Ordre de la Croix-Rouge Luxembourgeoise) is een Luxemburgse Orde van verdienste. De orde beloont verdiensten voor het in augustus 1914, aan de vooravond van de Eerste Wereldoorlog door Groothertogin Marie-Adélaïde van Luxemburg, op instigatie van Émile en Aline Mayrisch ingestelde Luxemburgse Rode Kruis.
Het versiersel is een bronzen Kruis van Genève met daarop rood emaille en een ingelegde bronzen ruit met het portret van de regerende Groothertog of Groothertogin. Op de ruit van een kruis uit haar regeringsperiode staat het omschrift S.A.R. JOSEPHINE CHARLOTTE GRANDE-DUCHESSE DE LUXEMBOURG en de initiaal van de ontwerper 'J.N.L.'. Op de ruitvormige keerzijde staat het wapen van Luxemburg in een gepaalde uitvoering met drie leeuwen.
De verhoging, een kleine beugelkroon, is één geheel met het kruis. Het lint is wit met een brede rode middenstreep en rood-wit-blauwe randen. Blauw aan de buitenzijde.
De onderscheiding wordt zelden toegekend.